# Сете Жібернау
Мануель «Сете» Жібернау Бульто (ісп. Manuel Gibernau Bultó; нар. 15 грудня 1972, Барселона, Іспанія) — колишній іспанський мотогонщик. Відомий завдяки своїм виступам у чемпіонаті світу з шосейно-кільцевих мотоперегонів MotoGP, де двічі ставав другим у класі MotoGP (сезони 2003 та 2004).

## Біографія
Жібернау є внуком Франциско Ксав'є «Пако» Бульто, засновника іспанської мотоциклетної компанії «Bultaco». Це автоматично надало йому квиток у світ мотоспорту. Він починав свою кар'єру з виступів у мототріалі. Після виступів на багатьох різних категоріях мотоциклів, зокрема побудованих його дядьком, Жібернау повернувся до участі у автомобільних гонках в 1990 році. У 1992 році він завоював друге місце у іспанському кубку Gilera з шосейно-кільцевих мотоперегонів у класі 125сс, а також взяв участь у своїй першій гонці чемпіонату світу MotoGP — Гран-Прі Іспанії в класі 250cc.

### 250сс
Жібернау провів у 1993 році повноцінний сезон у чемпіонаті Іспанії в класі 250сс, завершивши сезон на п'ятому місці. Він також взяв участь в одному етапі чемпіонату світу — Гран-Прі FIM в класі 250сс, яке відбувалось на трасі Харама, виступаючи за команду Кенні Робертса «Marlboro Roberts-Yamaha».
У сезоні 1994 року Сете продовжив виступи у чемпіонаті Іспанії, посівши в загальному заліку класу 250сс четверте місце. Жібернау знову взяв участь у одній гонці MotoGP разом з командою «Marlboro Roberts-Yamaha» — цього разу це було Гран-Прі Європи.
У сезоні 1995 року Сете посів третє місце у загальному заліку чемпіонату Іспанії в класі 250сс. Жібернау в черговий раз взяв участь у одній гонці чемпіонату світу — у складі команди Сіто Понса «Fortuna Honda-Pons» він виступив у класі 250сс на Гран-Прі Європи.
У 1996 році Сете провів перший повноцінний сезон у чемпіонаті світу MotoGP, виступивши за команду «Axo-Honda» в класі 250сс на мотоциклі Honda NSR250. Посівши на Гран-Прі Іспанії 11-те місце, Жібернау взяв перші очки. За три гонки до закінчення чемпіонату іспанець перейшов до команди екс-чемпіона світу Вейна Рейні «Rainey-Yamaha» (замінивши японця Тетсую Хараду), з якою на Гран-Прі Бразилії посів 8-ме місце. Заробивши за сезон 20 очок, Сете посів 22-ге місце в загальному заліку.

### 500сс
Жібернау разом з командою «Rainey-Yamaha» у 1997 році перейшов до «королівського» класу MotoGP —500сс. Виступаючи на мотоциклі Yamaha YZR500 протягом сезону, іспанець стабільно потрапляв до чільної десятки, на останньому етапі сезону піднявшись на 6-е місце. Такі результати дозволили йому посісти 13-те місце в загальному заліку.
На сезон 1998 року Сете перейшов до команди «Repsol Honda», замінивши травмованого Такуму Аокі. Жібернау отримав у своє розпорядження мотоцикл Honda NSR500V з V-подібним двоциліндровим двигуном. Незважаючи на меншу потужність двигуна його мотоцикла у порівнянні із 4-циліндровими двигунами заводських мотоциклів, іспанець зміг на Гран-Прі Мадриду вперше в кар'єрі піднятись на подіум, посівши 3-тє місце. Окрім цього, він ще двічі посів четверті місця, посівши в загальному заліку 11-те місце. Також у цьому році Сете разом з гонщиком Алексом Баррошем посіли друге місце на престижній 8-годинній гонці Suzuka 8 Hours у Японії.
Сезон 1999 року Жібернау продовжив у команді «Repsol Honda». І хоча сезон він розпочав на мотоциклі Honda NSR500V, з п'ятого етапу виступав на заводському NSR500, який отримав від Міка Дуейна, що зазнав травми на Гран-Прі Іспанії у Хересі. Сете повністю скористався можливістю на рівних конкурувати з провідними гонщиками чемпіонату: у сезоні він чотири рази підіймався на подіум, в тому числі одного разу на 2-ге місце (Гран-Прі ПАР). Сезон же загалом Жібернау закінчив на 5-му місці.
У 2000 році Сете очікувало розчарування: хоча він продовжив виступи за «Repsol Honda» на Honda NSR500, він не зміг жодного разу потрапити до призової трійки. Найкращим результатом були три сьомих місця на етапах. У загальному заліку іспанець фінішував 15-м.
На сезон 2001 року Жібернау приєднався до команди «Telefónica MoviStar-Suzuki». Кульмінацією сезону для нього стало Гран-Прі Валенсії, коли в складних погодних умовах він виграв свою першу в кар'єрі гонку. Загалом же мотоцикл іспанця Suzuki RGV500 не міг на рівних конкурувати з Honda та Yamaha, тому Сете спромігся закінчити сезон лише на 9-му місці.

### MotoGP
Сезон 2002 року є початком ери класу MotoGP, який був введений Міжнародною мотоциклетною федерацією на заміну 500сс. Новими правилами було дозволено використання чотиритактних двигунів із максимальним об'ємом до 990 кубічних сантиметрів. Модель мотоцикла Suzuki GSV-R, приведена до нових правил, не могла на рівних конкурувати з конкурентами — лише Акіра Ріо зміг піднятись на подіум у дебютній гонці сезону у Судзуці. Жібернау ж закінчив сезон на 16-му місці, а найкращим його результатом стало 4-те місце на Гран-Прі Чеської Республіки.
У 2003 році Сете перейшов в команду Фаусто Грезіні «Telefónica MoviStar-Honda», отримавши у своє розпорядження мотоцикл RC211V з п'яти-циліндровим двигуном. На жаль, його партнер по команді японець Дайдзіро Като загинув у аварії в дебютній гонці сезону у Японії. Трагедія, здавалося, надихнула Жібернау. Разом з гоночним номером Като 74 на мотоциклі поряд зі своїм традиційним 15, Жібернау вдалося не тільки здобути перемогу на наступному етапі у Південній Африці, але і кинути виклик та нав'язати боротьбу Валентіно Россі протягом усього чемпіонату. Цей сезон став найбільш послідовним сезоном іспанця: він виграв чотири гонки (Гран-Прі ПАР, Франції, Нідерландів та Великої Британії) та ще п'ять разів займав другі місця, що дозволило йому стати віце-чемпіоном та набрати в цілому 277 очок — другий за величиною результат 2-го місця (лише Кейсі Стоунер у 2008 році набрав 280).
Сезон 2004 року обіцяв бути для Сете найуспішнішим в кар'єрі. Його головний конкурент Валентіно Россі перейшов до команди Gauloises Fortuna Yamaha, тоді як Жібернау залишився з «Telefónica MoviStar-Honda». У перших трьох гонках іспанець фінішував на подіумі, вигравши дві з них; тоді як італієць намагався освоїти новий мотоцикл. Проте після Гран-Прі Франції почалася неймовірна серія перемог Россі, яка тривала до Гран-Прі Бразилії, де відбулося одне з двох найдивовижніших протистоянь Сете та Валентіно.
Жібернау і Россі мали рівну кількість очок, хоча іспанець і мав перевагу над Валентіно протягом більшої частини вік-енду. Хоча з поула стартував Кенні Робертс (молодший), Сете демонстрував вищу швидкість. Незважаючи на невдалий старт, Жібернау був у лідируючій групі гонщиків і, щойно пройшов Россі, коли впав і вибув з гонки. Россі, намагаючись піднятись якомога вище, потрапив у аварію у тому ж місці через декілька кіл.
Сете знову вибув на наступному етапі у Німеччині; цього разу Россі залишився у гонці, але зміг посісти лише 4-те місце, відірвавшись у загальному заліку на 13 очок попереду Жібернау в чемпіонаті. Після цього вони почергово перемагали на наступних етапах.
Під час Гран-Прі Катару їхнє суперництво переросло у конфлікт: Россі звинуватив Жібернау у тиску на чиновників з метою відміни його кваліфікаційного результату за нібито маніпуляції з треком для отримання кращого зчеплення з треком. Дійсно, представники команди іспанця, а не він сам, помітили зміни покриття і попросили організаторів гонки провести розслідування. Камери безпеки зафіксували, що представники команди Россі в ніч перед гонкою «натирали» стартові позиції для кращого зчеплення за допомогою … скутерів: механіки палили покришки на місцях, де повинні були розташуватися мотоцикли Россі і Бьяджі. Організатори покарали Валентіно стартом з останньої позиції в гонці, в якій він до того ж впав і не здобув жодного очка. За чутками, Россі після цього прокляв Жібернау, і той після цього не виграв жодної гонки.
Сезон 2004 Жібернау завершив на 2-му місці в загальному заліку, здобувши 4 перемоги (у Іспанії, Франції, Чехії та Катарі) та стільки ж других місць, набравши 257 очок.

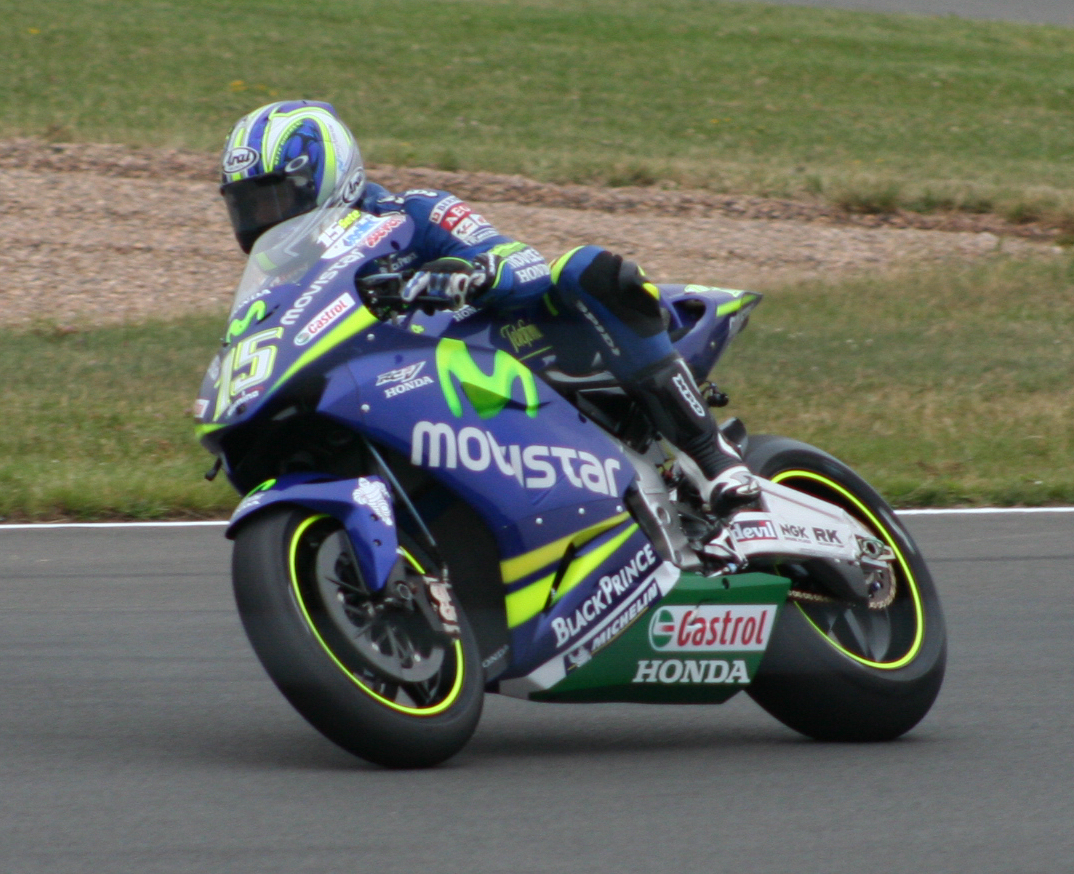
Сете Жібернау за кермом Honda RC211V у складі команди «MoviStar Honda MotoGP», 2005 рік

Напруженість у відносинах між Жібернау і Россі продовжилась і у наступному сезоні, 2005 року. У дебютній гонці у Іспанії Жібернау лідирував більшу частину гонки, тоді як Россі їхав другим. На передостанньому колі італієць атакував і пройшов іспанця, але на останньому колі допустився помилку і Сете зміг його обігнати. В останньому повороті Валентіно агресивно атакував Жібернау, зламавши переднє крило його мотоцикла, і виграв гонку. Під час обгону вони вступили в контакт, внаслідок чого Сете довелося виїхати за межі треку у гравій, але він зміг втримати рівновагу і продовжити гонку, фінішувавши другим. Обгін був двояко оцінений спостерігачами, деякі визнали його надмірно агресивним, або навіть брудним, тоді як інші вважали, що це був блискучий хід. Іспанські глядачі освистали Россі. Жібернау був вражений ходом Валентіно, але ні він, ні його команда не подавали офіційний протест. Загалом же у сезоні Жібернау, не продемонструвавши сильних результатів, фінішував 7-м, тоді як його партнер по команді Марко Меландрі посів у загальному заліку друге місце вслід за Россі.
У 2006 році Жібернау замінив Карлоса Чеку у складі заводської команди Ducati «Ducati Marlboro Team», демонструючи вражаючу швидкість на мотоциклі Desmosedici на передсезонних тестах. Сете вибув у дебютній гонці сезону в Хересі через проблеми з електронікою мотоцикла, хоча на кваліфікації показав другий результат. Взагалі під час перших етапів іспанець намагався освоїтись на новому мотоциклі, демонструючи різні результати. На Гран-Прі Італії Жібернану зміг вибороти поул, випередивши на рідному етапі італійців Капіроссі і Россі. У самій гонці він посів п'яте місце, фінішуючи з травмованою лівою ногою.

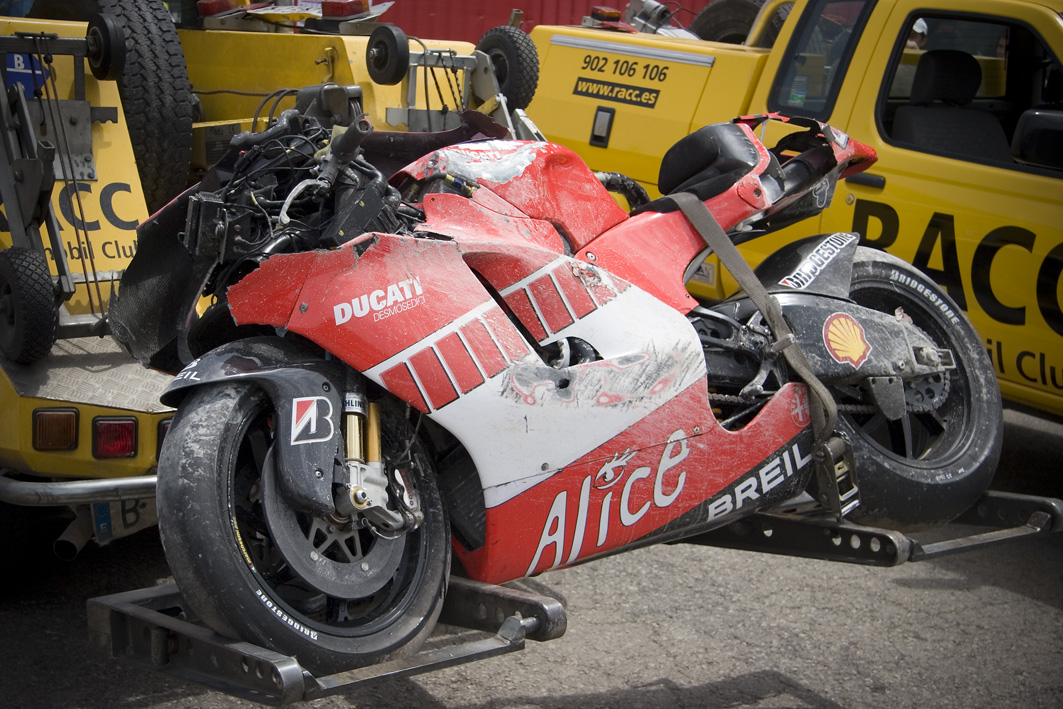
Мотоцикл Жібернау після аварії на Гран-Прі Каталонії-2006

Сьомий тур сезону у Барселоні (Гран-Прі Каталонії) ознаменувався для Жібернау аварією, яка наклала відбиток на його подальшу гоночну кар'єру. У переповненому першому повороті партнер Сете по команді Лоріс Капіроссі врізався в іспанця (на швидкості понад 198 км/год в момент аварії), заблокувавши переднє колесо мотоцикла Жібернау, внаслідок чого той перевернувся кілька разів і лише чудом уник наїзду інших учасників гонки. У результаті групової аварії п'ять мотоциклів були розбиті, шість спортсменів опинилось у гравії, причому трьох із них були доставлені в лікарню. Організатори зупинили гонку. Автомобіль швидкої допомоги, який віз Сете, сам потрапив у аварію по дорозі в лікарню, потрапивши в автобус за 50 метрів від входу в лікарню. Пізніше було встановлено, що у Жібернау струс мозку і перелом кісток руки. Ця аварія відбулась у складний період: гонка у Каталонії була першою з п'яти, які мали відбутись протягом шести тижнів. Сете пропустив наступні дві гонки в Ассені і Донінгтон Парку, повернувшись на Гран-Прі Німеччини.
До кінця сезону стан здоров'я Жібернау покращився, як і його результати. На Гран-Прі Малайзії він був 5-м, у Австралії та Японії — 4-м. На передостанній гонці сезону у Португалії іспанець їхав 5-м, але через аварію з Кейсі Стоунером вибув з гонки, зазнавши травм. Загалом за сезон Жібернау набрав 95 очок, посівши в загальному заліку 13-те місце.

Команда «Ducati Marlboro Team» вирішила замінити Жібернау на Кейсі Стоунера для сезону 2007 року (австралієць став у цьому сезоні чемпіоном світу). Сете відхилив пропозиції від команд «Kawasaki», «Pons Racing» та «Ilmor» і вирішив піти з мотогонок, коментуючи це на прес-конференції 8 листопада 2006 року: 
|  | Якби я прийняв пропозиції продовжити тільки заради участі, це не зробило би мене щасливим, особливо якщо це було б тільки за гроші. |

### Повернення
Жібернау повернувся в мотогонки 17 червня 2008 року, узявши участь у тестуванні мотоциклу Desmosedici GP9 в Муджелло разом з офіційним тест-пілотом «Ducati Corse» Вітторіано Гуарескі. Було припущення, що він може замінити Марко Меландрі на другому заводському мотоциклі команди на останніх гонках сезону 2008 року. Незважаючи на позитивні результати, керівник проекту Ducati у MotoGP Лівіо Суппо не підтвердив майбутнє для Жібернау з командою. Після декількох місяців спекуляцій, 23 жовтня у Валенсії Сете офіційно підтвердив, що він повернеться в гонки у сезоні 2009 року з «Onde 2000 Ducati» — командою-сателітом Ducati під керівництвом Анхеля Ньєто. Оскільки його улюблений гоночний номер 15 був зайнятий Алексом де Анджелісом, Жібернау вибрав 59, що символізувало рік, коли компанія діда «Bultaco» випустила свій перший мотоцикл.
Загалом у сезоні 2009 року Сете взяв участь у шести гонках, найкращим результатом було 11-те місце на його рідному Гран-Прі Іспанії. Всередині сезону команда припинила свою участь у чемпіонаті через проблеми із фінансування. У загальному заліку Жібернау з 12 очками посів 17-те місце.

### Статистика виступів у MotoGP

#### У розрізі сезонів
| Сезон  | Клас   | Команда                          | Мотоцикл        | Гонки | Пер | Под | ПП | НК | Очки | Місце |
| ------ | ------ | -------------------------------- | --------------- | ----- | --- | --- | -- | -- | ---- | ----- |
| 1992   | 250cc  | Yamaha                           | YZR250          | 1     | 0   | 0   | 0  | 0  | 0    | —     |
| 1993   | 250cc  | Marlboro Roberts-Yamaha          | YZR250          | 1     | 0   | 0   | 0  | 0  | 0    | —     |
| 1994   | 250cc  | Marlboro Roberts-Yamaha          | YZR250          | 1     | 0   | 0   | 0  | 0  | 0    | —     |
| 1995   | 250cc  | Fortuna Honda-Pons               | NSR250          | 1     | 0   | 0   | 0  | 0  | 0    | —     |
| 1996   | 250cc  | Axo-Honda                        | NSR250          | 12    | 0   | 0   | 0  | 0  | 20   | 22    |
| 1996   | 250cc  | Rainey-Yamaha                    | YZR250          | 3     | 0   | 0   | 0  | 0  | 20   | 22    |
| 1997   | 500cc  | Rainey-Yamaha                    | YZR500          | 15    | 0   | 0   | 0  | 0  | 56   | 13    |
| 1998   | 500cc  | Repsol Honda                     | NSR500V         | 14    | 0   | 0   | 1  | 0  | 72   | 11    |
| 1999   | 500cc  | Repsol Honda                     | NSR500V         | 4     | 0   | 1   | 0  | 0  | 165  | 5     |
| 1999   | 500cc  | Repsol Honda                     | NSR500          | 11    | 0   | 3   | 0  | 2  | 165  | 5     |
| 2000   | 500cc  | Repsol Honda                     | NSR500          | 16    | 0   | 0   | 1  | 0  | 72   | 15    |
| 2001   | 500cc  | Telefónica MoviStar-Suzuki       | RGV500          | 16    | 1   | 1   | 0  | 1  | 119  | 9     |
| 2002   | MotoGP | Telefónica MoviStar-Suzuki       | GSV-R           | 16    | 0   | 0   | 0  | 0  | 51   | 16    |
| 2003   | MotoGP | Telefónica Movistar Honda        | RC211V          | 16    | 4   | 10  | 1  | 1  | 277  | 2     |
| 2004   | MotoGP | Telefónica Movistar Honda MotoGP | RC211V          | 16    | 4   | 10  | 5  | 3  | 257  | 2     |
| 2005   | MotoGP | Movistar Honda MotoGP            | RC211V          | 17    | 0   | 4   | 5  | 1  | 150  | 7     |
| 2006   | MotoGP | Ducati Marlboro Team             | Desmosedici GP6 | 13    | 0   | 0   | 1  | 0  | 95   | 13    |
| 2009   | MotoGP | Grupo Francisco Hernando         | Desmosedici GP9 | 6     | 0   | 0   | 0  | 0  | 12   | 19    |
| Всього | Всього | Всього                           | Всього          | 179   | 9   | 30  | 13 | 8  | 1346 |       |

### Оцінка кар'єри
Валентіно Россі відзначив Жібернау разом із Кейсі Стоунером як своїх найскладніших суперників. Сете полюбляв виступати під час дощу і це йому вдавалося, за що його іноді називали «rainmaster». Однак, незважаючи на його талант, він занадто часто залежав від свого темпераментного характеру. Невдачі під час гонок негативно впливали на його конкурентоспроможність.

## Особисте життя
Нині Сете Жібернау проживає в Швейцарії. Він добре освічений, він вільно говорить іспанською, каталонською, італійською та англійською мовами, частково французькою та німецькою. Його хобі: їзда на велосипеді і катання на водних лижах.
Жібернау був одружений з іспанською супермоделлю Естер Каньядас. Вона завжди підтримувала Жібернау і її часто можна було бачити на у гаражі під час гонок. Однак, через рік після одруження вони оголосили про розлучення у середині 2008 року.
Як і у більшості гонщиків, у нього є свої забобони — він завжди ставить спочатку правий чобіт.